# Casa Datsira
La Casa Datsira és una obra de Castellterçol (Moianès) inclosa a l'Inventari del Patrimoni Arquitectònic de Catalunya.

## Descripció
Casa situada al nucli antic de Castellterçol. En la llinda de pedra de la porta d'entrada de la casa es pot llegir: "Si en ta casa hya bunansa i seras si fas farmansa".

## Història
Al segle xvii i principis del xviii, amb el floriment del gremi dels paraires i del negoci de la neu, la població experimentà una notable creixença.